# Яловицькі

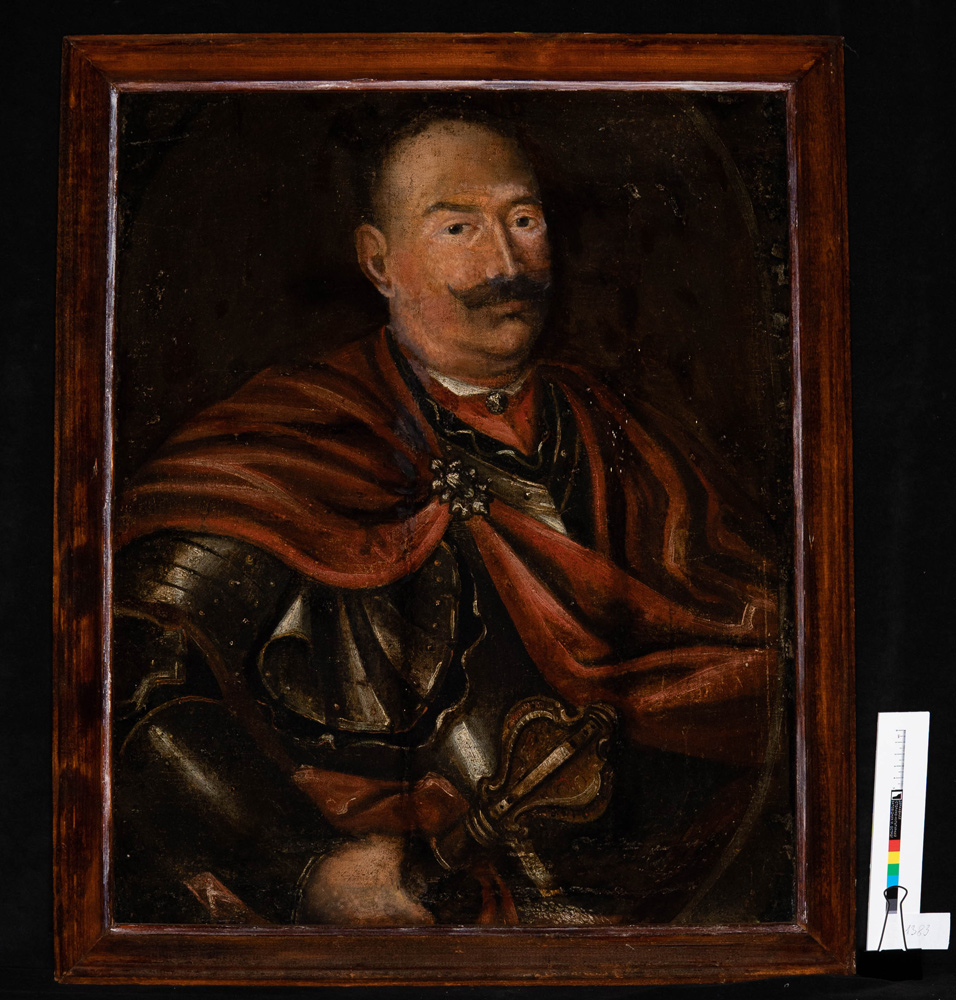
Станіслав Серваці Ян Єловицький власного гербу (нар. 12 травня 1742 р. у Колесніках, помер 8 липня 1811 р. в Оженіні) – мечоносець луцький (1767) ; староста гнідавський (1771); староста кутський (1782); радник Барської конфедерації; член Генералітету (Генеральна рада була міністерством Конфедерації); комісар Чотирирічного сейму від Луцького повіту Волинського воєводства для оцінки доходів поміщицьких маєтків у 1789 році.

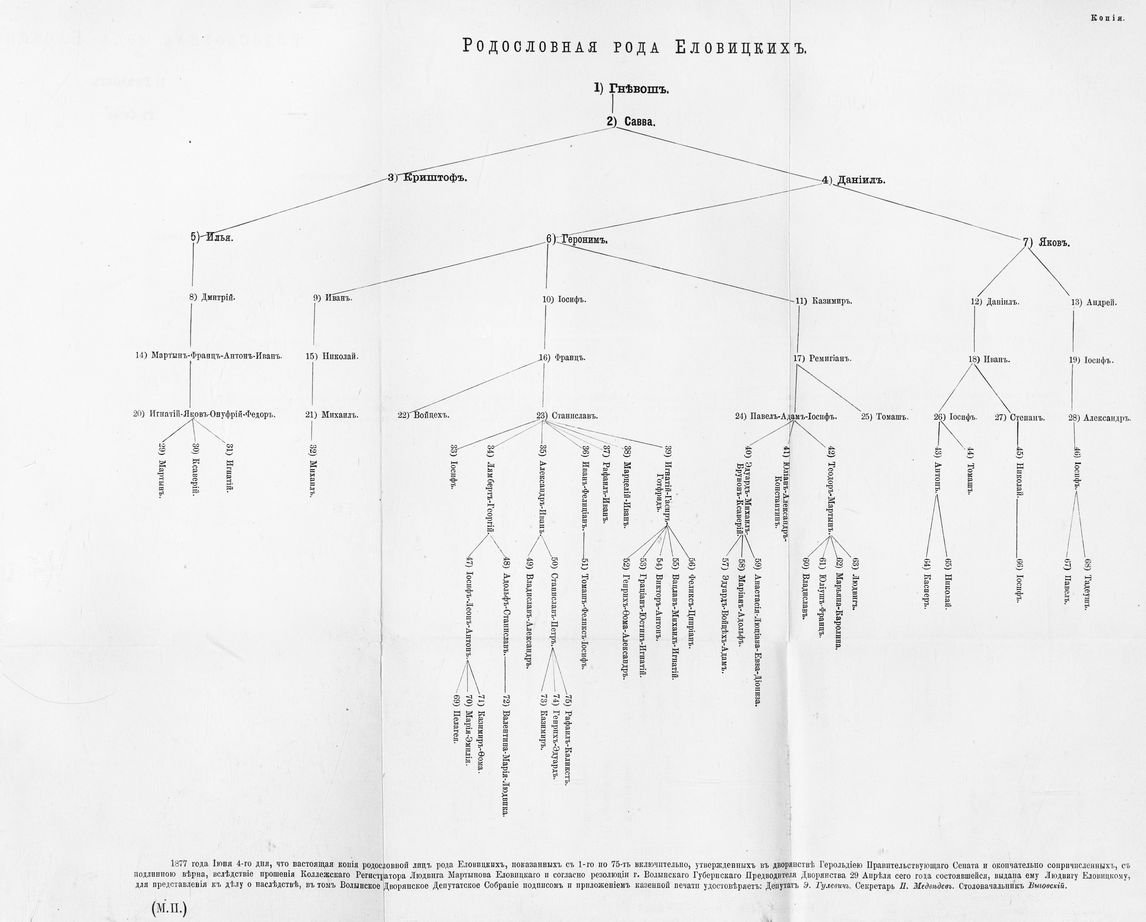
Гілка Сави сина Гневоша

Яловицькі, чи Боженець-Єловицькі (пол. Jełowiccy) власного гербу — український шляхетський рід.Внесений до VI частини родовідної книги  Згідно пізньої родової легенди походять від переяславських князів від Ізясла́ва Мстиславича, переяславського (1142—1146) та київського князя (1146—1154)). Представники роду володіли маєтками і займали важливі посади, зокрема, у Кременецькому повіті XV—XVII ст.Прізвище Jełowicki має місцевий характер, точніше від Jałowicz ( Jełowicz ), які нині знаходяться на Волині, де вони згадуються у Волинській метриці 1528.Вони належали до одного з найвизначніших і видатних родів Речі Посполитої. Протягом історії члени цієї родини виконували численні сановні та церковні функції. Протягом своєї історії родина Єловицьких багато разів проливала кров на захист польської політичної  системи.
Засновник роду — Пашко Єловицький, (р.н-невід-р.см-1450) переміг татар під проводом Казимира IV Ягеллона який у середині XV ст. отримав від польського короля Казимира IV Ягеллончика у володіння Ланівці та інші маєтки на Волині. Рід здавна користувався шляхетним гербом Єловицький. На початку XVI сторіччя від Єловицьких відділилась гілка роду, яка стала писатись Лешницькими та Андрузькими від Лішні та Андруги   Проти княжого походження родини Єловицьких виступав Юзеф Вольф, який у своїй праці, присвяченій князівським родам, стверджував, що родоначальник родини Єловицьких Пашко Боженець Єловицький був звичайним шляхтичем.Місто Ланівці, переходячи з покоління в покоління, в середині XVI століття було у володінні нащадків Пашка — Гнєвоша, сина Івана. Про цю подію свідчить збережена грамота про дарування міста королем Сигізмундом ІІ Августом у 1565 році. З цього моменту місто Ланівці належало родині Єловицьких до 1848 року.
Не можна, однак, заперечувати, що князівське походження Єловицьких було визнано їм указом атестатної  легітимної комісії та затверджено «Русским вестником» 28 лютого 1841 р..Такої ж думки був Юзеф Яблоновський , який відвів їх від Ізаслава, князя Переяслава, разом з іншими князівськими родами .                                              Рід Єловіцьких, який ідентифікував себе як дворянство у Волинській губернії у 1835 році, надав, серед іншого, документи та витяг з Гербовника К.Несецького від 1738 року, згідно з яким вони вважалися нащадками Переяславських князів, і, ймовірно, тому вони розмістили князівську митру над щитом.
Пашко Яловицький свідчить у 1463 році в Луцьку на ділянках князів Збараських . Івашко та Яцко Єловицькі, присутні в Кременці в 1469 році, під час продажу Новоселця. Той самий Івашко, або інший, живий у 1497 році. Гнєвош Івашкович продав Волкошув князю Острозькому в 1522 році , а в 1528 році подарував на показ Волинською землею п'ять коней.

## Деякі представники роду
- Гнівош Іванович — кременецький повітовий суддя (р.н?--пом.1565);
  - Савин Гнівошович —будівничий  ланівецького замку, кременецький земський підсудок 1566–1591, кременецький войський 1595;
- Теодор меценат, музикант-аматор,повітовий маршалок
- Антон — кременецький земський суддя 1578–1589;
- Матвій — зять князя Острозького, чоловік княжни Марусі
- Захарій — войський крем'янецький, королівський секретар і писар, київський стольник 1621–1629;
- Мартін — войський крем'янецький у 1649, разом з Михайлом Яловицьким власник маєтку в Мильчі.
- Данило — Кременецький підкоморій 1632–1648 років, дружини — Пілявська, Чолганська
  - Єронім Олександр — ловчий Волинський, дружина Курдвановська, донька завихостського каштеляна та Браніцької, мав 4 сини
    - Іван (Ян) — ловчий волинський
    - Йосиф (Юзеф) — мечник волинський
      - Антоніна — дружина Кароля Юзефа Немирича[2]

    - Єронім Матвій — замолоду військовик, потім духівник РКЦ: канцлер львівський, кантор луцький, канонік краківський та холмський, 13 разів був депутатом Коронного трибуналу, єпископ Пелленський; суфраган, пробощ і генеральний офіціял львівський, коронний секретар
- Едуард Єловіцький — учасник Листопадового повстання, офіцер закордонного легіону Virtuti Militari

- Ядвіга Єловицька дружина Князя Станіслава Себастіана Любомирського
- Олена Єловицька дружина — Олександра Вишеневецького Магнат
  -     - Казимир — староста гуляницький
- Микола — зять князя Івана (Януша) Івановича Чорторийського (†1581), чоловік княжни Олександри
- Марія Єловицька дружина Князя Адама Любомирського

```
Філон
 
— суддя каптуровий волинський 1632, войський, певне, суддя гродський, 
крем'янецький
```

- Єронім — староста холмський
- Дмитро — військовик, хорунжий чернігівський, дідич на Соколі (пол. na Sokolu)
- Іван (Ян) — луцький канонік РКЦ 1680
- Миколай (1794-1867) — письменник масон ложа Чеснота Увіньчана Підпорядкована Великому Сходу в Варшаві Н.ОлізараЛистопадовий, повстанець

###### NN— дружина Станіслава ІвановичаВиговського, внука гетьманаІвана[3]
- Тереза — донька ловчого Матвія, дружина холмського каштеляна Войцеха Олендзького
- Юстина — мати київського каштеляна Максиміліяна Бжозовського[4].
- Олександр Єловицький громацький і релігійний діяч літератор.Листопадовий повстанець Virtuti Militari.
- Фелиціян(рн.1790-рс?) — Кременецький повітовий маршалок
- Йосип (1667-1708) — майстер королівського полювання на волині
- Игнацій (1720-1794) — учасник повстання Костюшка

Яловицький (Єловицький) Василь Федорович — сотник Глухівської сотні у 1678—1696 роках (з перервами).
- Станіслав-мечник волинський